# Pivi
Pivi（ピヴィ）は、富士フイルムの、主にカメラ付き携帯電話向けの手のひらサイズのモバイルプリンター「MP-100」他のシリーズの愛称・商標である。現在までにシリーズ累計約700万台超を販売した。同社のインスタントカメラ・チェキの写真システムであるInstax（インスタックス）をベースとしたInstax Digital（インスタックスデジタル）システムにより、独特の発色と、色素などの原料は全て専用の用紙側にあり、プリンタ本体側にはインク等のサプライが一切不要であることなどが特徴である。ただし、プリンタ側でネガポジ反転処理をする前提で、通常のインスタントフィルムとは逆のネガフィルムのプロセスになっていることなどから、判型などは踏襲しているもののチェキとの相互互換性は無い。

## 名称
Pivi（ピヴィ）と発音する。由来はピッと（画像を）送って、ビッと（プリント済フィルムを）出すだけの手軽さ、という意である。

## チェキとの関連
フィルムに関しては#フィルムの節を参照。
チェキが名刺サイズの写真を撮影するための、カメラを含めたインスタントカメラの総合的なソリューションを持つのに対して、Piviは携帯電話を併用してのプリントに特化した装置であるという点で大きな相違がある。基本的には、ほぼ同サイズのフィルムを使用し、ポラロイドに準ずる方式で画像をプリント出力するという点では共通だが、販促上のターゲットが全く異なる。すなわち、チェキが、カメラ付き携帯電話を持たない消費者や学生のための製品であるとするならば、Piviはカメラ付携帯電話利用者や社会人をターゲットにした製品と呼べる。Piviの開発には従来の銀塩カメラに代わってデジタルカメラが進出してきた現状や、携帯電話端末へのカメラの搭載と、その急激な技術の進歩を踏まえた背景がある。この事からPiviは近年の携帯電話内蔵カメラの高画素化にあわせてSVGAを超える大きな画像サイズまで扱う事が出来、チェキプリンターよりも広い解像度の画像が扱えるように設計されている。また、対応する携帯電話の幅も広くなっており、更に大幅な小型化も図られている。本体の販売終了後も専用フィルムは生産されていたが、2014年2月12日、フィルム生産終了が発表された。

## 歴代モデル
- 初代のPivi（MP-100 生産終了）は同社チェキプリンターの後継的な機種として開発された携帯電話向けプリンターだった。カラーバリエーションにはブルー、シルキーピンク、ピーコックブルー、アプリコット、ターコイズグリーンがあった。携帯電話の赤外線通信機能を利用して、携帯電話に内蔵のカメラで撮影した画像を印刷できた。専用オプションとして手帳型専用ケースがあった（生産終了）。
- 第二世代（現行商品）となるMP-70はデザインが一新され、プリント速度や画質面で大幅な改善された。カラーバリエーションにはプラチナホワイト、マットブラック、マシュマロピンク、フレッシュライムがあった。2005年グッドデザイン賞（2010年9月生産終了）。
- 上位機種のMP-300が2006年に発売。IrSimple規格に対応し、同規格に対応する携帯電話等からのデータの伝送時間が大きく短縮された。また、新たにUSBインタフェースも搭載しPictBridgeに対応したデジタルカメラからも印刷が可能となった。カラーバリエーションはブラックのみ。本体サイズはMP-70よりやや大きくなった。画質やプリント速度はMP-70と同等（2010年9月生産終了）。

## 主な機能・仕様
PictBridge対応、焼き増し（リピートプリント）機能、自動画像補正機能等。プリント時間はおよそ20秒/枚、CR2電池2本で駆動し130枚まで電池交換不要としている。

## 各モデル共通のオプション・アクセサリ
携帯電話以外のピクトブリッジ規格に対応するデジタルカメラ等から画像を送信する際に使用するIRアダプター(IR-100)や、専用アルバム等があった。ソフトケースもMP-70とMP-300共通品があった。

## フィルム
Piviフィルムと称するPivi専用のフィルムで、チェキとの相互互換性は無いが、判型についてはチェキ（instax mini）のそれを踏襲しており、名刺フォルダ等をアルバムにできる等の利便性やキャラクター商品などとしての展開もチェキと同様である。また、厚みについてはチェキの半分となり、枚数が多い場合などにはチェキと比較してコンパクトで便利になっている。構造上の違いから、チェキのフィルムパックでは最初の1枚の前にある遮光板も不要となっている。
富士フイルムが「インスタックスデジタルフィルム」と称している本シリーズの写真プロセスについて詳解する。チェキのようなインスタントカメラのインスタントフィルムはリバーサルフィルムとする必要があり、プロセス中にネガポジ反転が入っている。チェキなど通常のinstaxインスタントフィルムでは「オートポジ乳剤」他でこれを実現しているが、「インスタックスデジタルフィルム」はinstaxのプロセスをベースとしつつも、プリンタ専用として、ネガポジ反転とその他のインスタントプロセスに最適化した画像処理をプリンタ本体側で行う前提で、フィルムがネガフィルムとなっている（さらに各色の乳剤の分光感度特性についても、露光源を自然光ではなく専用プリンタの光源に合わせた調整がされている）。これによりPiviの迅速化とフィルムの厚みの半減が実現されている。
以上のような違いのため（厚みの違いがあるためトラブルの可能性があり注意が必要だが）、Piviのフィルムをチェキで使うと（あるいはその逆をすると）ネガ像が得られる。

## TVCF等
実写・イラスト共に、桃太郎・浦島太郎・金太郎をイメージキャラクターとした。実写版で起用された少年隊の3人は、それぞれ桃太郎（演：東山紀之）・浦島太郎（演：錦織一清）・金太郎（演：植草克秀）に扮し、居酒屋に来たスーツ姿の欧米人客に「飲み会なんかにイイですよ」「ノ、ミ、カーイ、分かる?」などと話しかけ、活用法を潜在ユーザーにアピールした。MP-70以降には「うさパン」と称する兎とパンダを模したキャラクターも作られた。

## 関連サービス
携帯電話向けネットサービスとして、Piviユーザーはオリジナルフレーム画像のダウンロードサービスが受けられるほか、Pivi用の携帯電話向けアプリがメーカーから無償で提供されていた。

## 注
1. ↑  インスタックスデジタルフィルム（インスタックスデジタルモバイル プリンターMP-100「Pivi」専用インスタントカラーフィルム）の開発，富士フイルム株式会社 研究報告 No. 50（2005）